# Parotomys littledalei
Parotomys littledalei é uma espécie de roedor da família Muridae.
Pode ser encontrada nos seguintes países: Namíbia e África do Sul.
Os seus habitats naturais são: matagal de clima temperado, matagal árido tropical ou subtropical e desertos temperados.